# Fader, förena länge skilda länder
Fader, förena länge skilda länder är en psalm med text skriven 1922 av Greta Langenskjöld och musik skriven 1653 av Johann Crüger.

## Publicerad i
- Psalmer och Sånger 1987 som nr 699 under rubriken "Tillsammans i världen".[1]